# Trentepohlia (Mongoma) flava
Trentepohlia (Mongoma) flava is een tweevleugelige uit de familie steltmuggen (Limoniidae). De soort komt voor in het Oriëntaals gebied.